# Johann M. Kauffmann

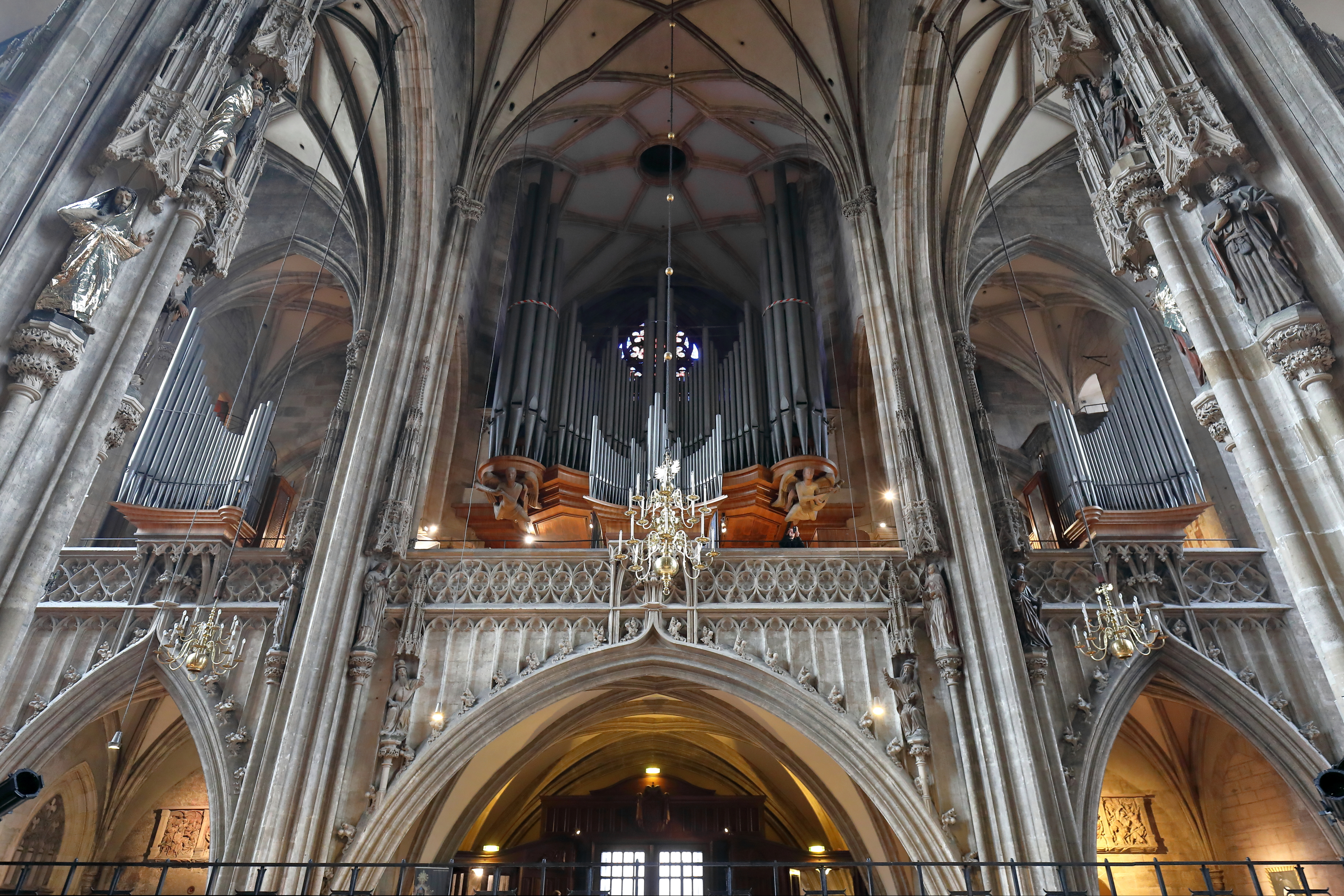
Stephansdom

Johann Marcellinus Kauffmann (* 25. Juli 1910 in Wien; † 21. Mai 1965 ebenda) war ab 14 Jahren im väterlichen Betrieb als Orgelbauer tätig. Er wird wegen der gleichen Vornamen manchmal mit seinem Großvater Johann Marcell Kaufmann (sic!) verwechselt. Seine Eltern waren der Orgelbauer Johann Josef Kauffmann (1883–1953) und Rosa Theresia geb. Maurer.
Mit seiner Frau Wilhelma, geb. Kaukol, hatte er die Söhne Hans, Markus und Gottfried, die alle drei (zumindest kurzzeitig) ebenfalls als Orgelbauer im familieneigenen Betrieb arbeiteten, sowie den jung verstorbenen Sohn Norbert. Johann M. Kauffmann und seine Familie wurde in Wien auf dem Baumgartner Friedhof (Gruppe K1, Nummer 75) bestattet.

## Werkliste
| Jahr          | Ort                               | Kirche                                         | Bild | Manuale | Register         | Bemerkungen |
| ------------- | --------------------------------- | ---------------------------------------------- | ---- | ------- | ---------------- | --- |
| 1930          | Zöbern                            | Pfarrkirche Zöbern                             |      | II/P    | 13               | pneumatische Kegellade |
| 1931          | Mödling                           | Pfarrkirche Mödling-St. Othmar                 |      | II/P    | 31               | pneumatische Kegellade, nicht erhalten, seit 1983 Orgel von Orgelbau M. Walcker-Mayer im historischen Gehäuse |
| 1931          | Michelstetten                     | Pfarrkirche Michelstetten                      |      | I/P     | 8                | Gehäuse aus 1761, pneumatische Kegellade |
| 1932          | Wenzersdorf                       | Pfarrkirche Wenzersdorf                        |      | I/P     | 8                | pneumatische Kegellade |
| 1932          | Wien-Großjedlersdorf              | Pfarrkirche Großjedlersdorf                    |      | II/P    | 10               | pneumatische Kegellade |
| 1933          | Wien                              | Pfarrkirche Meidling                           |      | III/P   | 40               | freistehender Spieltisch, pneumatische Traktur |
| 1934          | Schrattenthal                     | Schlosskirche                                  |      | II/P    | 7                | freistehender Spieltisch, pneumatische Traktur |
| 1934          | Klosterneuburg                    | St. Leopold                                    |      | II/P    | 8                | pneumatische Traktur, nicht erhalten, seit 1991 Orgel von Helmut Allgäuer |
| 1934          | Wulzeshofen                       | Pfarrkirche Wulzeshofen                        |      | II/P    | 13               | freistehender Spieltisch, pneumatische Traktur, Gehäuse aus 1742 |
| 1935          | Obernalb                          | Pfarrkirche Obernalb                           |      | II/P    | 11               | pneumatische Kegellade |
| 1935          | Semmering                         | Pfarrkirche Semmering                          |      | II/P    | 9                | pneumatische Kegellade, restauriert 2003 durch Anton Škrabl, Umbau elektropneumatisch |
| 1936          | Ernstbrunn                        | Pfarrkirche Oberleis                           |      | II/P    | 16               | freistehender Spieltisch, pneumatische Traktur |
| 1937          | Eggenburg                         | Redemptoristenkirche                           |      | II/P    | 18               | pneumatische Traktur |
| 1939          | Reingers                          | Pfarrkirche zur Allerheiligsten Dreifaltigkeit |      | II/P    | 10               | pneumatische Traktur |
| 1939          | Reichenau an der Rax              | Pfarrkirche Reichenau an der Rax               |      | II/P    | 10               | pneumatische Kegelladen, freistehender Spieltisch |
| 1940          | Oberstinkenbrunn                  | Pfarrkirche Oberstinkenbrunn                   |      | I/P     | 9                | [ 17 ] |
| 1940          | Großengersdorf                    | Pfarrkirche Großengersdorf                     |      | II/P    | 20               | |
| 1941          | Kreuzstetten                      | Pfarrkirche Niederkreuzstetten                 |      | II/P    | 15               | [ 18 ] |
| 1941          | Purkersdorf                       | Pfarrkirche Purkersdorf                        |      | II/P    | 15               | elektropneumatische Kegellade, nicht erhalten, seit 1995 Orgel von Friedrich Heftner |
| 1941          | Kühnring                          | Pfarrkirche Kühnring                           |      | I/P     | 5                | [ 20 ] |
| 1948          | Wien                              | Peterskirche                                   |      | III/P   | 34               | Umbau der Franz-Josef-Swoboda-Orgel aus dem Jahr 1903. Gehäuse von Gottfried Sonnholz (1751) |
| 1946          | Furth an der Triesting            | Pfarrkirche Furth an der Triesting             |      | II/P    | 8                | [ 24 ] |
| 1948          | Schwarzenau                       | Pfarrkirche Schwarzenau                        |      | II/P    | 15               | pneumatische Kegellade |
| 1949          | Wien                              | Canisiuskirche                                 |      | III/P   | 33               | [ 26 ] |
| 1950          | Kirchschlag in der Buckligen Welt | Pfarrkirche hl. Johannes der Täufer            |      | III/P   | 31               | Renoviert von Orgelbau M. Walcker-Mayer. |
| 1950          | Mistelbach                        | Pfarrkirche Mistelbach                         |      | II/P    | 25               | nicht erhalten, seit 2003 Pflüger-Orgel |
| 1951          | Wiener Neustadt                   | St.-Georgs-Kathedrale                          |      | II/P    | 23               | elektropneumatische Kegellade → Orgel |
| 1951          | Bernhardsthal                     | Pfarrkirche Bernhardsthal                      |      | II/P    | 13               | |
| 1951          | Eichenbrunn                       | Pfarrkirche Eichenbrunn                        |      | II/P    | 13               | Umbau der 1911 errichteten Orgel auf elektropneumatische Traktur |
| 1952          | Kronberg                          | Pfarrkirche Kronberg                           |      | I/P     | 9                | pneumatische Traktur |
| 1952          | Wien                              | Stephansdom                                    |      | II/P    | 18               | alte Chor-Orgel im Presbyterium mit 2 Spieltischen; nicht erhalten |
| 1955          | Markgrafneusiedl                  | Pfarrkirche Markgrafneusiedl                   |      | I/P     | 12               | Gehäuse aus 1870 von Johann Wiest, pneumatische Kegellade |
| 1956          | Hanfthal                          | Pfarrkirche Hanfthal                           |      | II/P    | 15               | |
| 1956–1958     | Wiener Neustadt                   | Auferstehungskirche                            |      | II/P    | 18               | elektropneumatische Kegellade |
| 1956          | Wien                              | St. Josef am Wolfersberg                       |      |         |                  | |
| 1956–1960     | Wien                              | Wiener Stephansdom                             |      | IV/P    | 126              | Zurzeit die größte Orgel in Österreich (elektrische Kegelladen). Der Entwurf ihres Freipfeifenprospektes stammt vom damaligen Dombaumeister Kurt Stögerer. Der spätere Domorganist Peter Planyavsky betrieb aus liturgischen und künstlerischen Gründen die Stilllegung der Kauffmann-Orgel – diese hatte schon zum Zeitpunkt ihrer Errichtung sowie danach heftige Kritik aus Fachkreisen ausgelöst – und initiierte den Bau der neuen Domorgel im rechten Seitenschiff. |
| 1957          | Eibesthal                         | Pfarrkirche Eibesthal                          |      | II/P    | 19               | pneumatische Kegelladen |
| 1957          | Gablitz                           | Pfarrkirche Gablitz                            |      | II/P    | 12               | pneumatische Kegelladen |
| 1961          | Weigelsdorf                       | Pfarrkirche Weigelsdorf                        |      | II/P    | 10               | pneumatische Kegellade |
| 1962          | Wien-Leopoldstadt                 | Verklärungskirche                              |      | II/P    | 27               | |
| 1962          | Leopoldsdorf im Marchfeld         | Pfarrkirche Leopoldsdorf im Marchfeld          |      | II/P    | 17               | Umbau durch Kauffmann, pneumatische Traktur |
| 1963 od. 1964 | Wien                              | Neulerchenfelder Pfarrkirche                   |      | III/P   | 31 (+ 9 Auszüge) | |
| 1965          | Kirchberg am Wechsel              | Seminarkapelle Sachsenbrunn                    |      | II/P    | 30               | |

Einige der mehr als 100 Kauffmann-Orgeln befinden sich zudem in China, Ägypten, Italien (Aquileia), Togo (Lomé) und Kroatien (Split).
Zur Rettung der Riesenorgel im Dom zu St. Stephan hat sich am 2. Oktober 2010 ein Komitee gebildet, das vorwiegend aus den Kindern und Enkeln des Orgelbauers besteht. An diesem Tag jährte sich die Weihe der Orgel zum 50. Mal.